# تیم ملی فوتسال تایلند
تیم ملی فوتسال تایلند   نماینده تایلند در مسابقات بین‌المللی فوتسال و یکی از تیم‌های فوتسال آسیایی است. 
تیم فوتسال تایلند نایب قهرمان دو دوره مسابقات قهرمانی فوتسال آسیا در سال‌های ٢٠٠٨ و ٢٠١٢ است.